# Фридрихсдор

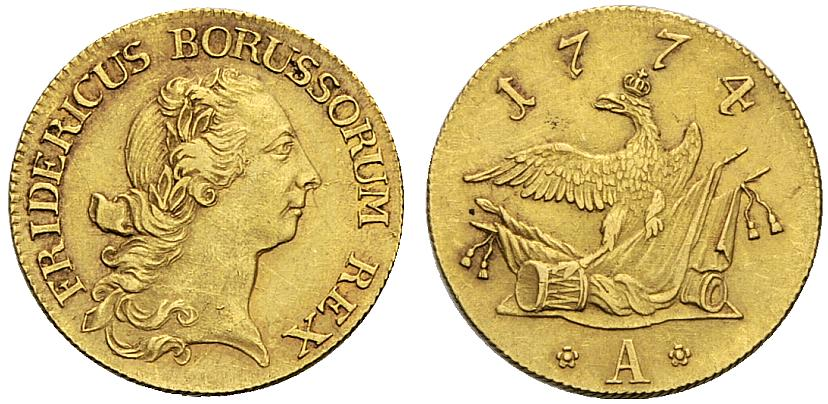
Фридрихсдо́р, 1774

Фридрихсдо́р (нем. Friedrich — Фридрих и фр. d’or — золотой) — прусская золотая монета, названная в честь Фридриха II и равная 5 серебряным рейхсталерам. Монета чеканилась с 1750 по 1855 год, по другим данным — с 1740 по 1850 год. С 1747 года чеканились номиналы в 2 фридрихсдора, с 1749 также номиналы в 1/2 фридрихсдора. Прообразом монеты стали испанский пистоль и французский луидор, предшественником фридрихсдора стал вильгельмсдор. Фридрихсдор чеканился из золота 875-й пробы, общий вес монеты составлял 6,6816 грамма, из них золота 6,055 грамма, после 1770 года — 6,032 грамма.
В перерасчёте на рубли Российской империи один фридрихсдор соответствовал примерно 5 рублям 3 копейкам золотом.
Фридрихсдор стал прообразом для саксонского августдора, чеканившегося в 1752—1756 годах курфюрстом Фридрихом Августом II.

## Упоминание в литературе
Часто упоминается в романе Фёдора Михайловича Достоевского «Игрок», впервые опубликованном в 1866 году.

Я начал с того, что вынул пять фридрихсдоров, то есть пятьдесят гульденов, и поставил их на чётку. Колесо обернулось, и вышло тринадцать — я проиграл.
— Игрок, глава II